# Liste der Monuments historiques in Sierck-les-Bains
Die Liste der Monuments historiques in Sierck-les-Bains führt die Monuments historiques in der französischen Gemeinde Sierck-les-Bains auf.

## Liste der Bauwerke
| Bezeichnung       | Beschreibung | Standort                 | Kennzeichnung | Schutzstatus | Datum | Bild           |
| ----------------- | --- | ------------------------ | ------------- | ------------ | ----- | -------------- |
| Château de Sierck | Ruine einer Höhenburg, Ersterwähnung 1037, mehrfach entfestigt und neu befestigt, 1841 endgültig aufgegeben; zugehörig die Reste der Stadtbefestigung | Rue du Château (Lage)    | PA00107005    | Classé       | 1930  | weitere Bilder |
| Königsberger Hof  | Pachtgut der Kartause Rettel, zwischen 1719 und 1733 erneuert; Wohnhaus, bezeichnet 1727, Brunnen von 1727                                            | südlich des Ortes (Lage) | PA00107004    | Inscrit      | 1986  |                |

## Liste der Objekte
| Bezeichnung                           | Beschreibung                                                                                   | Standort                                                      | Kennzeichnung | Schutzstatus | Datum | Bild |
| ------------------------------------- | ---------------------------------------------------------------------------------------------- | ------------------------------------------------------------- | ------------- | ------------ | ----- | ---- |
| Monstranz                             | Silber, vergoldet, Halbedelsteine, 18. Jahrhundert                                             | in der Kirche Nativité-de-la-Bienheureuse-Vierge-Marie (Lage) | PM57000355    | Classé       | 1971  |      |
| Kelche der Rekollekten                | Silber, vergoldet, erste Hälfte des 18. Jahrhunderts                                           | in der Kirche Nativité-de-la-Bienheureuse-Vierge-Marie (Lage) | PM57000356    | Classé       | 1971  |      |
| Glocke                                | Bronze, 1575 gegossen                                                                          | in der Kirche Nativité-de-la-Bienheureuse-Vierge-Marie (Lage) | PM57000360    | Classé       | 1983  |      |
| Skulpturengruppe Unterweisung Mariens | Holz, Anfang des 18. Jahrhunderts                                                              | in der Kirche Nativité-de-la-Bienheureuse-Vierge-Marie (Lage) | PM57000361    | Classé       | 1983  |      |
| Taufbecken                            | Stein, 15. Jahrhundert                                                                         | in der Kirche Nativité-de-la-Bienheureuse-Vierge-Marie (Lage) | PM57000916    | Inscrit      | 1996  |      |
| Hauptaltar                            | Altartisch mit Altaraufbau und Tabernakel; Holz, farbig gefasst und vergoldet, 18. Jahrhundert | in der Kirche Nativité-de-la-Bienheureuse-Vierge-Marie (Lage) | PM57000358    | Classé       | 1983  |      |
| Kanzel                                | Holz, 18. Jahrhundert                                                                          | in der Kirche Nativité-de-la-Bienheureuse-Vierge-Marie (Lage) | PM57000359    | Classé       | 1983  |      |
| Gemälde Johannes der Täufer           | Ölfarbe auf Leinwand, Holzrahmen, 17. und 18. Jahrhundert                                      | in der Kirche Nativité-de-la-Bienheureuse-Vierge-Marie (Lage) | PM57000362    | Classé       | 1983  |      |
| Reliquienmonstranz                    | Kupfer, vergoldet, 16. Jahrhundert                                                             | in der Kirche Nativité-de-la-Bienheureuse-Vierge-Marie (Lage) | PM57000357    | Classé       | 1971  |      |